# جورج س. غريغوري
جورج س. غريغوري (بالإنجليزية: George C. Gregory) هو محامي أمريكي، ولد في 17 يوليو 1878، وتوفي في 25 أغسطس 1956.